# Popis hrvatskih veleposlanika u Kambodži
Republika Hrvatska i Kraljevina Kambodža održavaju diplomatske odnose od 10. rujna 1996. Sjedište veleposlanstva je u Kuala Lumpuru.

## Veleposlanici
Hrvatska nema rezidentno veleposlanstvo u Kambodži. Veleposlanstvo Republike Hrvatske u Maleziji pokriva Vijetnam, Laosku Narodnu Demokratsku Republiku, Mjanmar, Brunej Darussalam i Kambodžu.
| Veleposlanik   | Postavljenje       | Opoziv            | Sjedište     |
| -------------- | ------------------ | ----------------- | ------------ |
| Željko Bošnjak | 28. lipnja 2012.   | 30. travnja 2014. | Kuala Lumpur |
| Krešo Glavač   | 23. prosinca 2016. |                   | Kuala Lumpur |

## Vanjske poveznice
- Kambodža na stranici MVEP-a